# Škoda Rapid (2012)

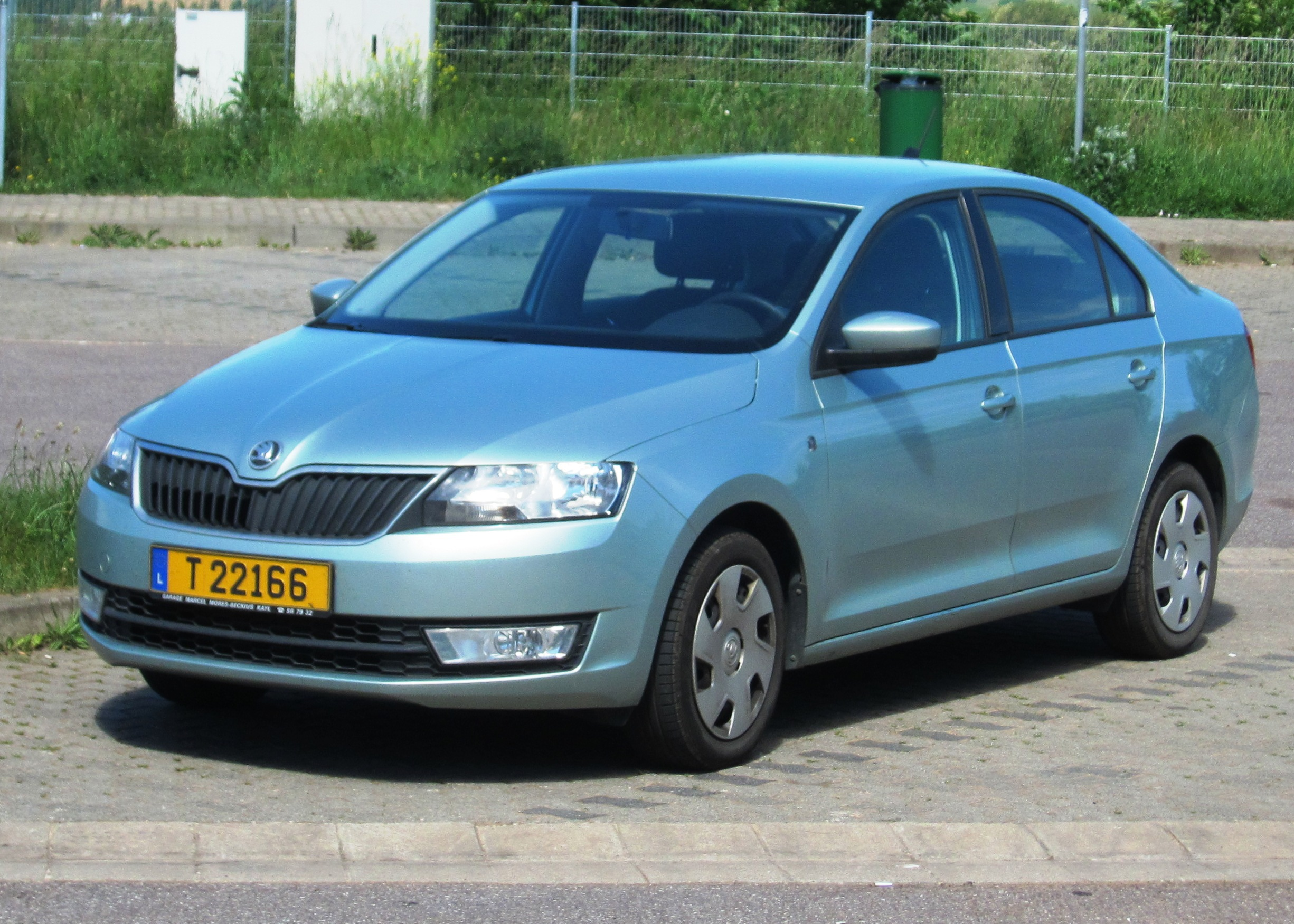
Skoda Rapid (liftback)

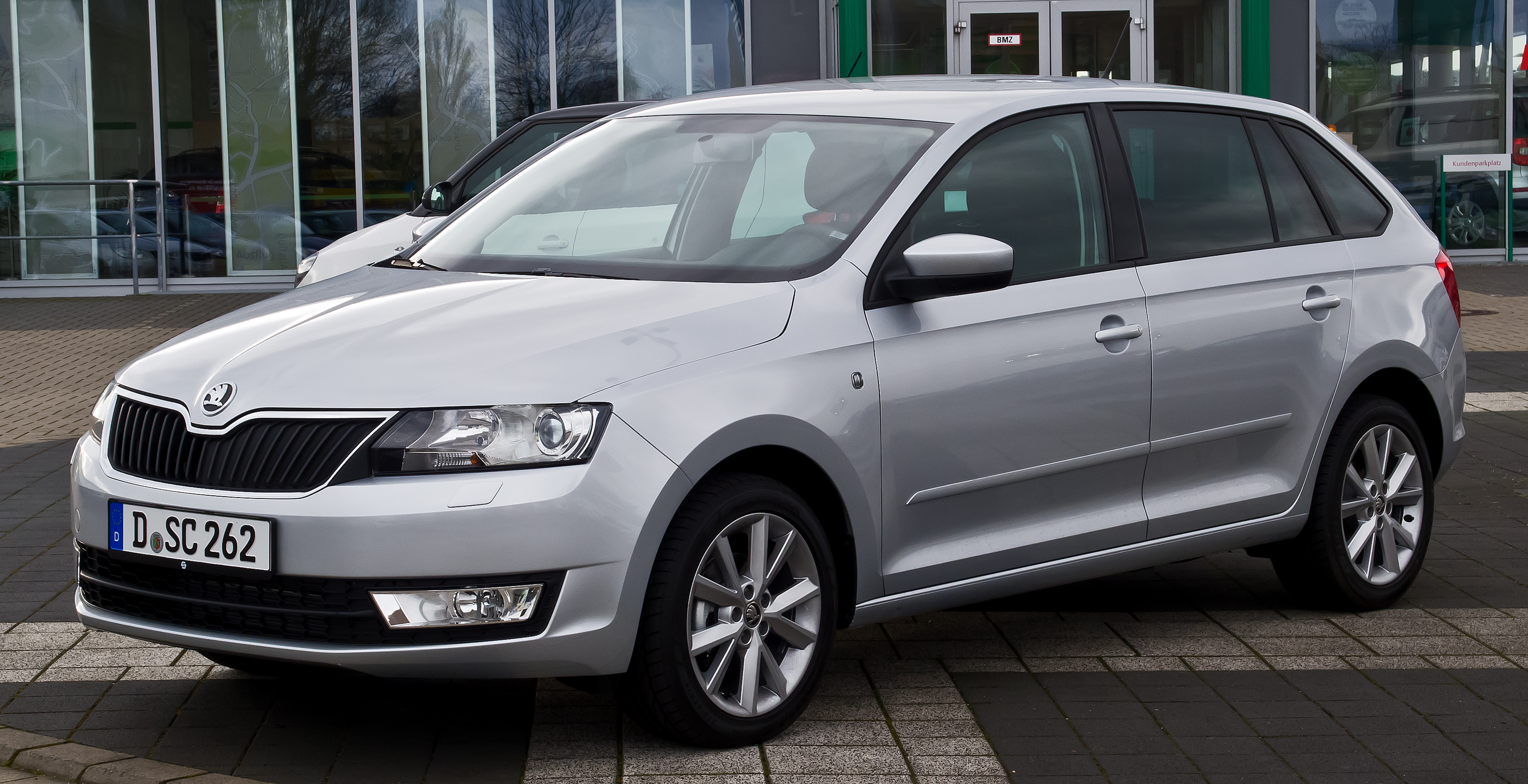
Skoda Rapid Spaceback

Škoda Rapid är en bilmodell från den tjeckiska biltillverkaren Škoda. Rapid finns i två varianter, båda 5-dörrars. 2012 kom en sedanliknande liftback och året därpå kom en halvkombi (hatchback, kallad "Spaceback"). 
Storleksmässigt ligger Rapid mellan Škoda Fabia och Škoda Octavia. Liftback-varianten är i princip samma bil som fjärde generationens Seat Toledo och båda modellerna tillverkas i samma fabrik i Mladá Boleslav.
Namnet Škoda Rapid har använts flera gånger tidigare. Först under 1930-talet. Sedan under 1980-talet på en coupémodell med svansmotor, (se Škoda Rapid (1984)), samt på en bil tillverkad i Indien från 2011.